# FSO Syrena 110
O Syrena 110 foi um protótipo de automóvel polonês de meados da década de 1960, fabricado pela Fabryka Samochodów Osobowych (FSO) em Varsóvia. Foi um dos primeiros hatchbacks do mundo.

## História
Em 1961, começaram os trabalhos no Biuro Konstrukcyjne Przemysłu Motoryzacyjnego (BKPMot) em um novo carro do segmento C para substituir o FSO Syrena, que era bem novo na época, mas não era um design moderno. Foram construídos três protótipos, Alfa (tração traseira), Beta e Delta (ambos tração dianteira). Ao mesmo tempo, o Bureau de Construção da fábrica FSO trabalhou em um novo modelo. Em 1964, ambas as equipes uniram seus esforços. O novo carro deveria entrar em produção em 1968.
O carro foi equipado com uma carroceria hatchback de três portas estilo angular, a mais moderna da época (ao mesmo tempo, como o Renault 16). Uma característica interessante do design era uma estrutura parcial em uma parte dianteira, permitindo a desmontagem de toda a parte dianteira com um motor. O motor foi herdado do mais novo Syrena 104 - S-31, 842 cc dois tempos e três cilindros em linha, mas um motor de quatro tempos foi previsto no futuro. A suspensão era independente, com molas espirais.
Apesar de um design geralmente bem-sucedido, apenas um lote de teste de menos de 20 Syrena 110 foi fabricado em 1965-1966. O Syrena 110, que poderia se tornar um carro popular moderno e prático, foi vítima de uma economia planificada comunista. Em vista dos recursos limitados da fábrica da FSO e negligenciando as necessidades de um carro popular produzido em massa, as autoridades polonesas decidiram cessar mais trabalhos no Syrena 110, por causa de um acordo de licença para fabricar um Polski Fiat 125p do segmento D. Somente na década de 1970, após uma mudança política, apareceu um carro popular muito menor, o Polski Fiat 126p. Um lote de teste do Syrena 110 foi vendido a mãos privadas e permaneceu em uso até a década de 1980. Pelo menos dois carros sobreviveram, um no Museu da Motorização em Varsóvia (uma divisão do Museu de Tecnologia de Varsóvia).

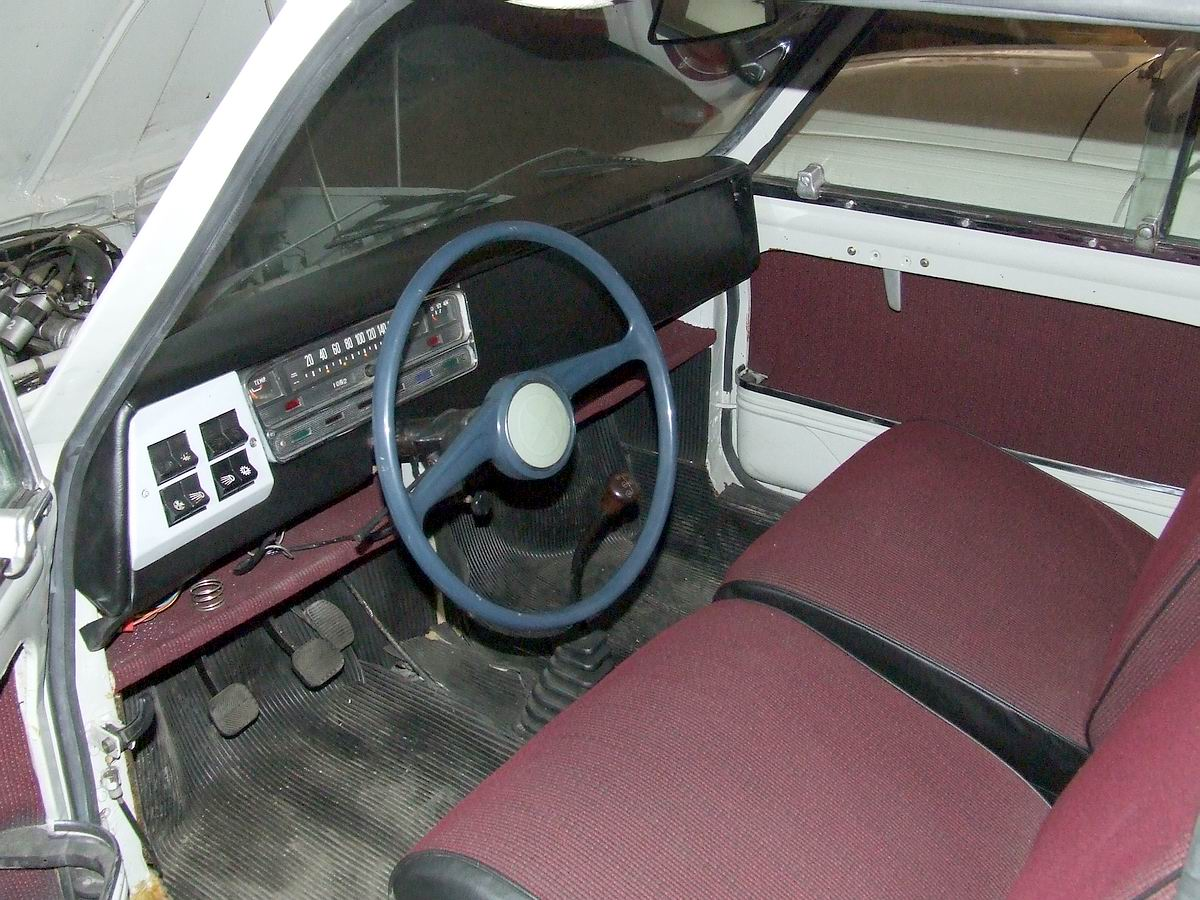
Interior do Syrena 110.